# フラッシング-メイン・ストリート駅 (ロングアイランド鉄道)
フラッシング-メイン・ストリート駅（Flushing - Main Street）は、クイーンズ区フラッシングにあるロングアイランド鉄道ポート・ワシントン支線の駅である。ゾーン3に属し、シティチケットが利用できる。メイン・ストリート-41番街のキッセナ・ブールバード寄りにあり、ミッドタウンのペンシルベニア駅からは15.3km、ポート・ワシントンからは南西に16.73km離れている。41番街にある市営駐車場が利用できる。

## 歴史
フラッシング-メイン・ストリート駅は、1853年12月にニューヨーク・アンド・フラッシング鉄道（NY&F）がフラッシング駅として建設したことに始まる（開業は1854年6月26日）。フラッシング駅は1864年10月30日までNY&Fの終点だった。
フラッシング駅は子会社であるノースショア鉄道がグレート・ネックまで延伸する際にいったん取り壊され、1865年1月から2月にかけて再建された。
1868年に駅や路線がフラッシング・アンド・ノース・サイド鉄道（F&NS）に買収され、フラッシング駅は1870年には再び取り壊しの上1870年10月から11月にかけて再建された。
フラッシング駅は、F&NS ホワイトストーン支線にあったフラッシング・ブリッジ・ストリート駅と区別するためにメイン・ストリート駅に改名されたりした（フラッシング・ブリッジ・ストリート駅は1932年に廃止された）。
1870年代中盤には、駅と路線がセントラル・レイルロード・オブ・ロングアイランドに買収されてフラッシング・ノース・ショア・アンド・セントラル鉄道になった後、最終的にはロングアイランド鉄道ポート・ワシントン支線になった。その間、1873年から1876年にかけてロングアイランド鉄道ホワイト線の東側終端駅であった。
1912年10月22日に電化された直後の1912年11月11日には、ロングアイランド鉄道がポート・ワシントン支線を高架化・地下化する取り組みの一環としていったん廃止となり、1913年10月4日に高架化された。
その時点までは線路は地上を走っており、現在メイン・ストリートをオーバーパスしている跨道橋のすぐ東あたりでトンネルに入って女学校の敷地を潜っていた が、このトンネルや女学校は高架化の際に取り壊された。
元はホームがあった高架下や歩道沿いには、地元企業が出店した。

## ホームおよび線路
10両編成に対応した2本の相対式ホームを持ち、1番線ホームには西行き（マンハッタン行き）、2番線ホームには東行き（ナッソー・カウンティ行き）が停車する。ポート・ワシントン支線はこの付近では複線になっている。

## 改修計画
MTAは1990年障害を持つアメリカ人法（ADA）に対応するよう、1650万ドルを投じて駅を改築することを計画している。
このプロジェクトでは、フラッシング-メイン・ストリート駅のプラットホームに通りからADAに則ったアクセスビリティを持たせるために、2本のホームに1基ずつ、計2基のエレベーターを設置する予定である。また、新しい券売所や天蓋、新しい階段、プラットホーム手すりを設け、プラットフォームの照明も更新する。メイン・ストリートの西側から西行きプラットホームに行くためのエレベーターを設けるために取り壊す、既存の平屋建て商業ビルの用地買収も行う。新しい入口は、40thロードから奥まったところにある現在の入口よりも安全で、西行き利用者からよく見えるようになる。このプロジェクトで、メイン・ストリートにおけるロングアイランド鉄道の存在感はより大きくなる。
2013年10月28日に、MTAは駅の改築に伴うエレベーター新設用地を確保するための私有地の買収提案に関する公聴会を開催した。2015年6月時点では、設計作業は完了し、2件のテナントのうち食料品店が買収済みであった。 MTAは、MTAは、2015年末までに建設を開始し、2017年までにプロジェクトを完了するため、2015年夏までに Ou - Jang スーパーマーケットが所有する土地の買収を完了する予定であったが、裁判官の最終決定は保留になっていた。2015年12月現在、MTAはプロジェクトの競争入札のための提案の期限を2015年12月9日としている
。

## 画像

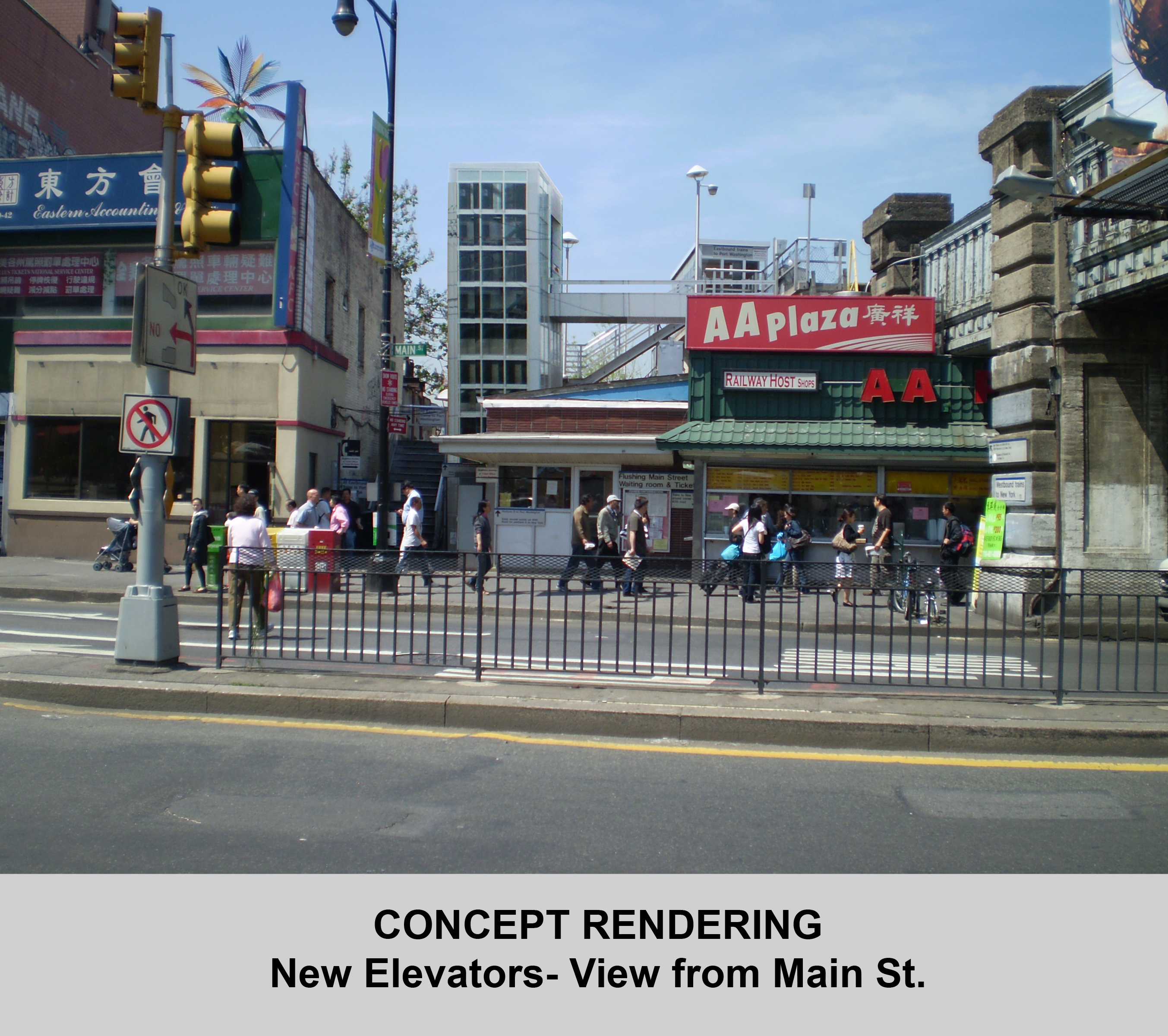
エレベーターの竣工想像図（通りから）
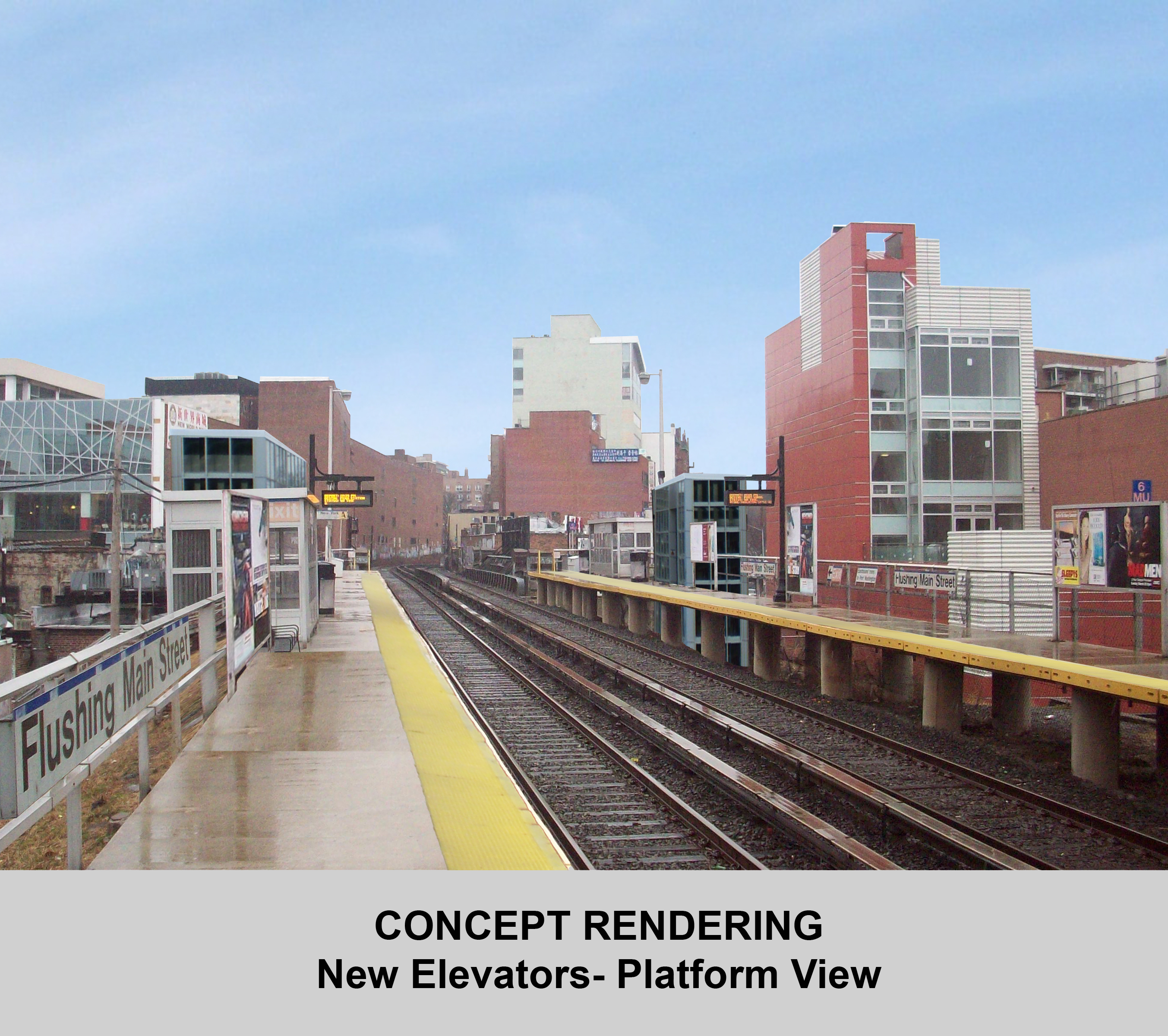
エレベーターの竣工想像図（ホームから）
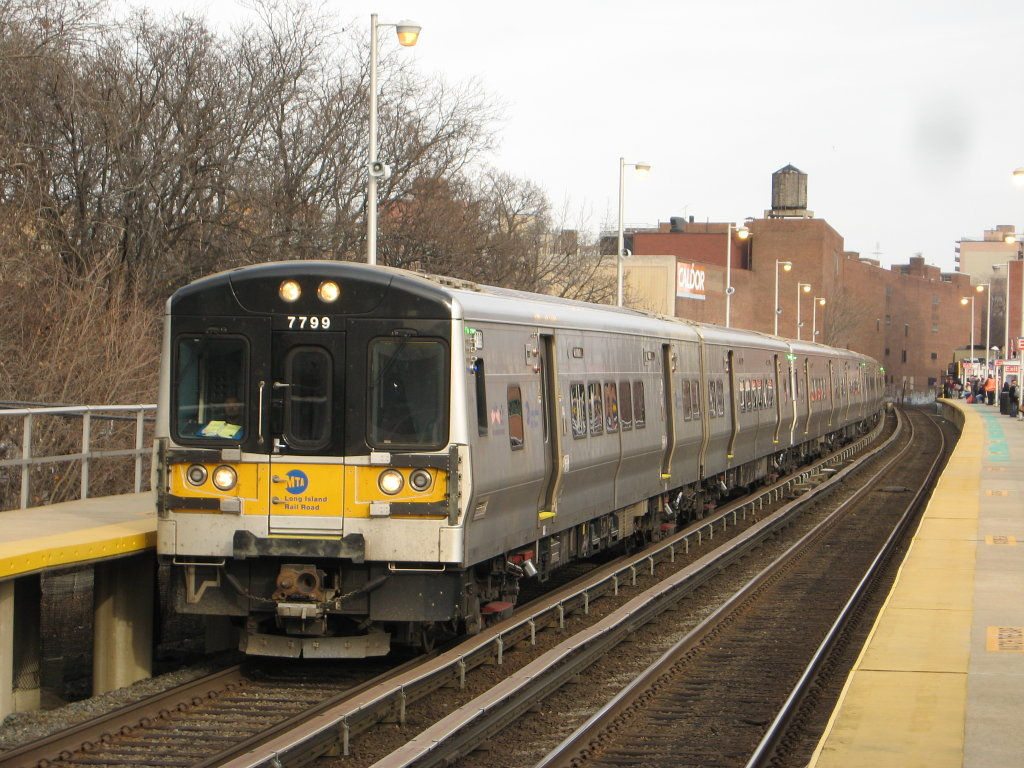
フラッシング駅に停車するボンバルディア M7 7799号車
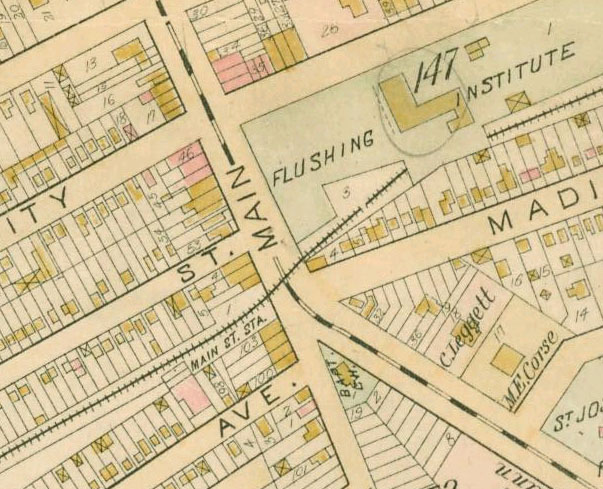
1891年の駅周辺地図
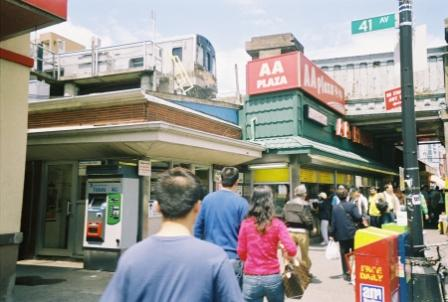
現在の駅舎。ほぼ全体が高架橋の真下にある。